# Narodowy Instytut Dziedzictwa

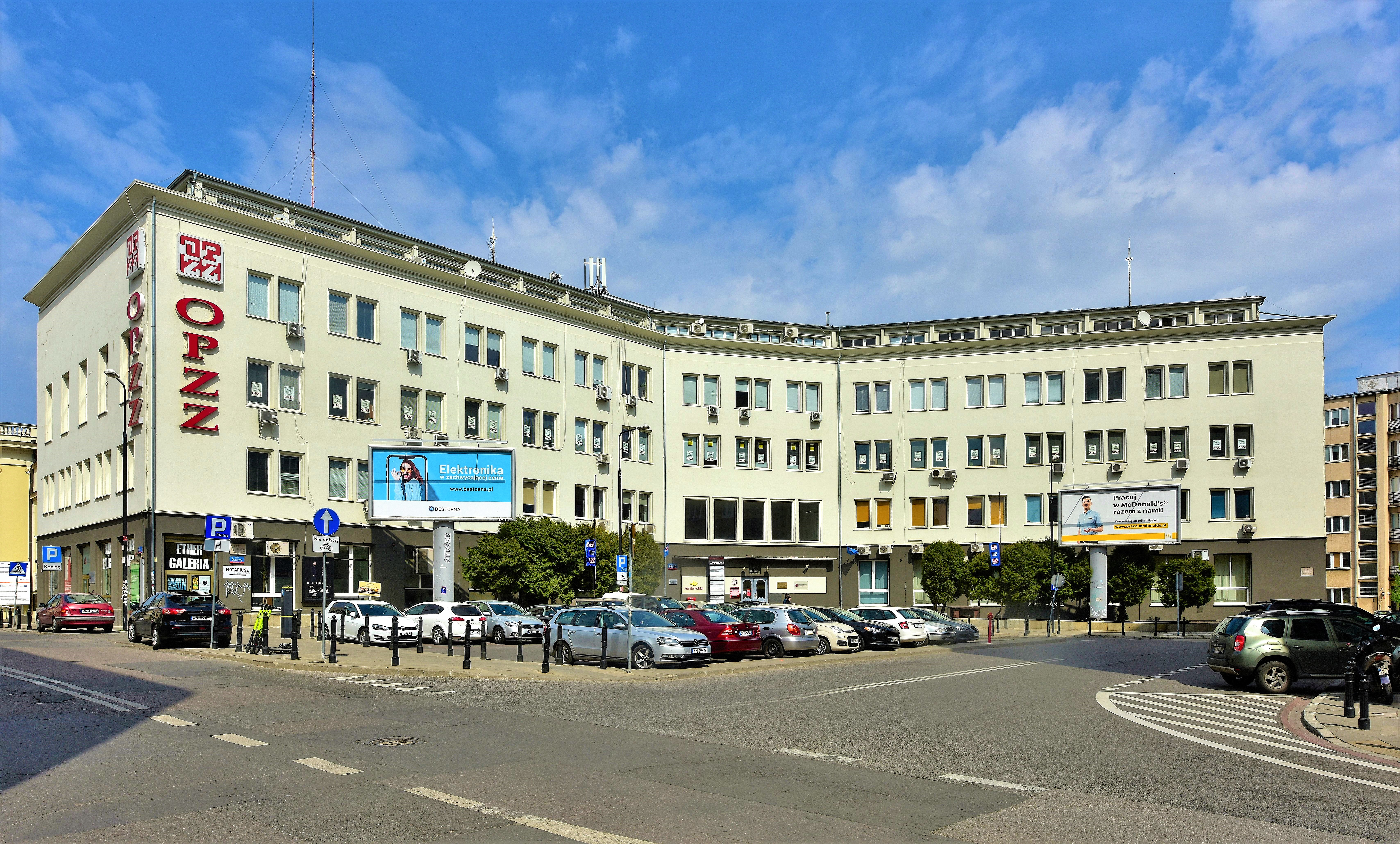
Het hoofdkwartier van de organisatie in Warschau.

Narodowy Instytut Dziedzictwa (NID) is een Poolse overheidsinstelling die verantwoordelijk is voor het culturele erfgoed, dat als toonaangevend voor de natie wordt gezien.
Het instituut beheert de National Heritage Site-lijsten, op basis van Verordening nr. 32 van het Poolse Ministerie van Cultuur en Nationaal Erfgoed, aangenomen op 23 december 2010. De beschermde objecten betreffen onroerend goed, beweegbare objecten en archeologische monumenten. Deze drie basistypen worden ingedeeld in drie lijsten: De UNESCO-lijst, de Pomnik historii-lijst, die wordt bepaald door de premier van het land, en de lijst van Zabytek. Verder beheert de organisatie een lijst met nationale parken, die op 23 juli 2003 werd vastgesteld.
Het instituut organiseert verder de Europese Open Monumentendagen in Polen.